# Macrosolen cochinchinensis
Macrosolen cochinchinensis là một loài thực vật có hoa trong họ Loranthaceae. Loài này được (Lour.) Tiegh. mô tả khoa học đầu tiên năm 1894.